# Llámame

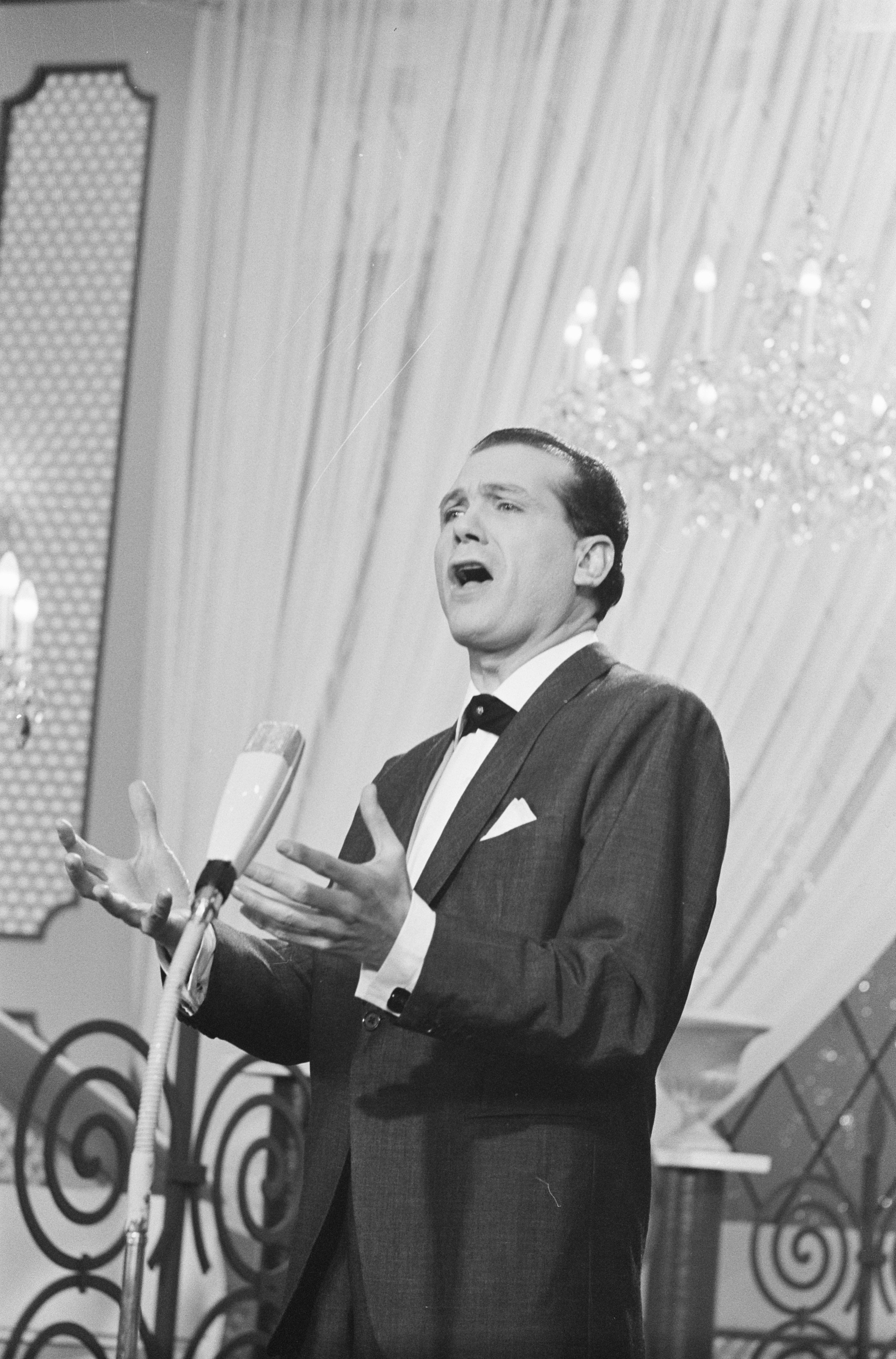
Víctor Balaguer, intérprete de la canción, durante un ensayo del Festival de la Canción de Eurovisión 1962.

«Llámame» es una canción compuesta por Miguel Portoles e interpretada en español por Víctor Balaguer. Se lanzó como sencillo en 1962 mediante Vergara. Fue elegida para representar a España en el Festival de la Canción de Eurovisión de 1962 tras ganar la final nacional española en 1962.

## Festival de Eurovisión

### Final nacional
Esta canción participó en la final nacional para elegir al representante español del Festival de la Canción de Eurovisión de 1962, celebrada el 5 y 6 de febrero de ese año en los estudios de RNE en Barcelona, y fue emitida en la radio y presentada por Federico Gallo. Diez estaciones de radio regionales se encargaron de la votación. Finalmente, la canción «Llámame» se declaró ganadora.

### Festival de la Canción de Eurovisión 1962
Esta canción fue la representación española en el Festival de Eurovisión 1962. La orquesta fue dirigida por Jean Rodères, director de orquesta del país anfitrión, Luxemburgo.
La canción fue interpretada 3ª en la noche del 18 de marzo de 1962 por Víctor Balaguer, precedida por Bélgica con Fud Leclerc interpretando «Ton nom» y seguida por Austria con Eleonore Schwarz interpretando «Nur in der Wiener Luft». Al final de las votaciones, la canción no había recibido ningún punto, siendo uno de los cuatro países que no estrenaron el marcador ese año, y quedando en 13.er puesto de 16. Esta fue la primera canción del país en no recibir ningún punto y, consecuentemente, la segunda canción de la historia del festival en no conseguirlo.
Fue sucedida como representación española en el Festival de 1963 por José Guardiola con «Algo prodigioso».

## Letra
La canción es una balada, en la que el intérprete le dice a su amante que, si lo necesita, si está triste o si está sufriendo, le llame, pero que no le pida que crea en ella otra vez.

## Historial de lanzamiento
| Región | Fecha | Formato                | Discográfica | Ref.  |
| ------ | ----- | ---------------------- | ------------ | ----- |
| España | 1962  | Disco de vinilo 7", EP | Vergara      | [ 1 ] |

## Versiones
En 1962 se publicaron sendas versiones de Rosalía y de Gloria Lasso.